# Woody Herman
Woodrow Charles Herman (Milwaukee, Wisconsin, 1913. május 16. – Los Angeles, Kalifornia, 1987. október 29.) amerikai zenekarvezető, dzsesszzenész (klarinéton, szoprán és esz-altó szaxofonon játszott) és bluesénekes.

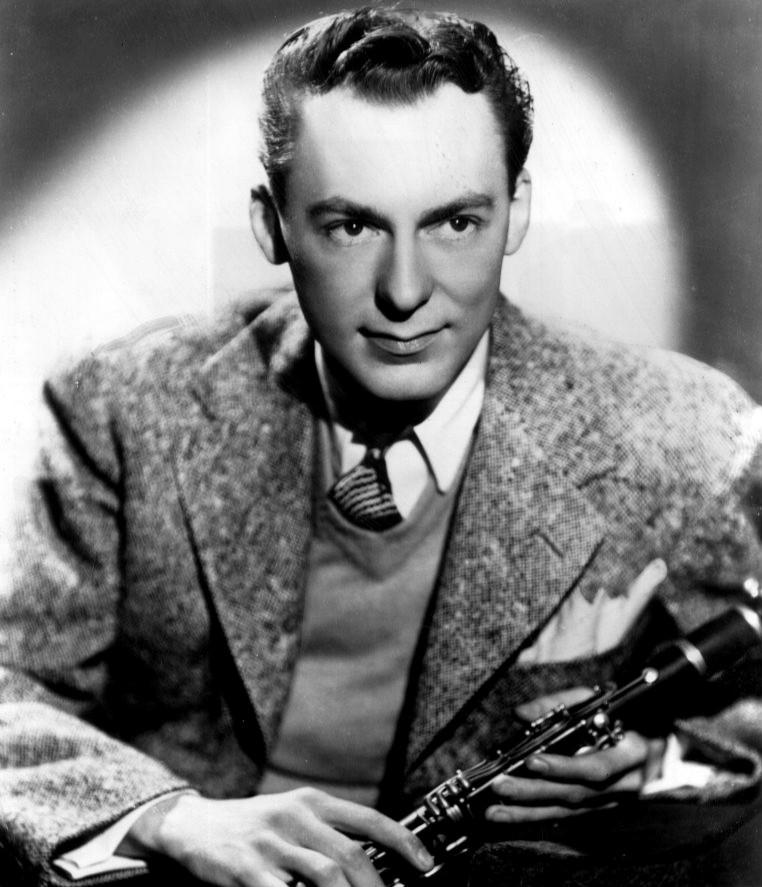
1943 körül

## Életpályája

### A kezdetek
Woody Herman 1913. május 16-án született a Wisconsin állambeli Milwaukee-ban. Már gyerekként helyi klubokban énekelt és szteppelt, 15 éves korára profi szaxofonos lett. Több más későbbi sztárhoz hasonlóan a 30-as években Gus Arnheim tánczenekarában kezdődött a karrierje, később Isham Jonesnál játszott. Amikor a veterán Jones 1937-ben visszavonult, a folytatást kereső zenészek megválasztották vezetőjüknek. A korai felvételek többségén a zenekarvezető bluesénekesként szerepel, de a hangszeres részek voltak azok, amelyek feltűnést keltettek, és The Band That Plays the Blues néven tették ismertté az együttest. Rendszeresen készítettek felvételeket a Deccának, első slágerük az At the Woodchopper’s Ball volt 1939-ben.

### First Herd
Fokozatos változásokkal ugyan, de 1944-re Woody Hermannek egy alapvetően új zenekara állt össze. Ez volt a First Herd, melyet akkoriban a legizgalmasabb új big bandnek tartottak. Mára Ralph Burns és Neal Hefti számos hangszerelése klasszikusnak számít, és még Igor Stravinsky is írt egy darabot a zenekarnak, az Ebony Concertot. Sajnálatosan Herman családi okokból (valószínűleg feleségének alkohol- és gyógyszerfüggősége miatt) kénytelen volt sikerei csúcsán feloszlatni együttesét 1946 végén, noha ez volt életének legjövedelmezőbb vállalkozása.

### Four Brothers Band
1947 közepére megalakította a Second Herdet, más néven a Four Brothers Bandet. Hangzásában a szaxofonszekció dominált, melyet Stan Getz, Zoot Sims, Herbie Steward tenorszaxofonosok és Serge Chaloff baritonszaxofonos alkották, és amikor Steward helyére Al Cohn került, akkor ez volt a legjobb szekció az USA-ban. Több népszerű szám ellenére (az Early Autumn indította el Getz karrierjét) a zenekar anyagi nehézségekkel küzdött, és 1949-ben felbomlott.

### További zenekarai
A Third Herdet 1950-től 1956-ig vezette. A Four Brothers Banddel szerzett rossz tapasztalatai miatt kerülni akarta a narkózásból fakadó problémákat, "drogmentes" csapatot akart. Talán kevésbé kreatív, hangzásában inkább konzervatív zenekar volt, de a következetesen magas zenei színvonal továbbra is megmaradt.
Néhány kérészéletű kisebb formáció után (köztük egy szextett Nat Adderley és Charlie Byrd részvételével) 1959 tavaszán 9 angol zenész bevonásával megalakította az Anglo-American Herdet, amellyel aztán Angliában és Szaúd-Arábiában is turnézott. A 60-as években Hermannak végig volt big bandje, közülük kiemelendő a Swinging Herd Bill Chase-szel és Jake Hannával. Az évtized második felében nyitott a jazz-rock és a rock & roll felé, és gyakran popszámok hangszereléseit is felvette a repertoárba.
Zenekarai a későbbiekben Thundering Herd néven futottak. Emlékezetesek voltak a zenekarvezetői pályájának 40. és 50. évfordulóján adott kiváló koncertek. A 80-as években felesége halála után egészsége megrendült, amiben egyébként közrejátszott az adóhivatal hajtóvadászata is, ugyanis egyik menedzsere hibájából a 60-as években nem fizetett járulékot zenészei után, ezért kamatokkal együtt 1,6 millió dollárt követeltek tőle. 1987. október 29-én hunyt el.

### Hullámzó karrier
Herman sem klarinétosként, sem szaxofonosként nem volt olyan virtuóz játékos, mint a szvingkorszakban Benny Goodman vagy Artie Shaw, és nem is komponált sokat. „Inkább edzőnek tartom magam, mint zenekarvezetőnek. És a csapatom nyer” – nyilatkozta a Down Beat magazinnak 1986-ban. Karrierjének hullámzása mellett is megmaradt alapelveinél, és jó érzéke volt ahhoz, hogy a megfelelő embereket megtalálja a zenekarához és fellelkesítse őket. Albumai közül 1963-ban az Encore: Woody Herman, 1973-ban a Giant Steps, 1974-ben a Thundering Herd kapott Grammy-díjat „legjobb big band jazz album” kategóriában.
Woody Herman munkásságát 1987-ben Grammy Életmű Díjjal ismerték el.

## Díjak
- Hollywood Walk of Fame (Recording – 6805 Hollywood Blvd.)
- Woody Herman Music Archives established at the University of Houston School of Music, 1974
- Honorary doctorate, Berklee College of Music, 1977
- Grammy Életmű Díj, 1987